# Риз, Мелисса
Мелисса Риз (англ. Melissa Reese; род. 1 марта 1990) — американский музыкант, модель и клавишница, наиболее известная своим сотрудничеством с Брайаном Мантия и участием в нынешнем составе хард-рок-группы Guns N’ Roses.

## Ранняя жизнь
Родилась в Сиэтле, в штате Вашингтон. Является самой младшей из трёх своих сестёр и имеет английское, испанское, японское, филиппинское, ирландское, шотландское и датское происхождения.
Начала петь и играть на фортепиано в возрасте четырёх лет. В 12 лет начала сочинять собственную музыку на фортепиано. В 13 лет её заметил музыкант и лауреат премии «Грэмми» Том Уитлок, который помог ей освоиться в музыкальной индустрии. В 17 лет освоила программы Reason, Pro Tools и Logic Pro, и начала записывать и продюсировать собственную музыку. Обучалась в Roosevelt High School, где выступала вокалисткой в местном джазовом ансамбле. В старших классах выиграла премию «Outstanding soloist award» на Lionel Hampton Jazz Festival. После окончания школы она стала экспериментировать с записями, создав модуль из Boss BR-8 и Roland Groovebox.
В возрасте около 20 лет она перебралась в Лос-Анджелес, где начала серьёзно заниматься музыкой.

## Карьера

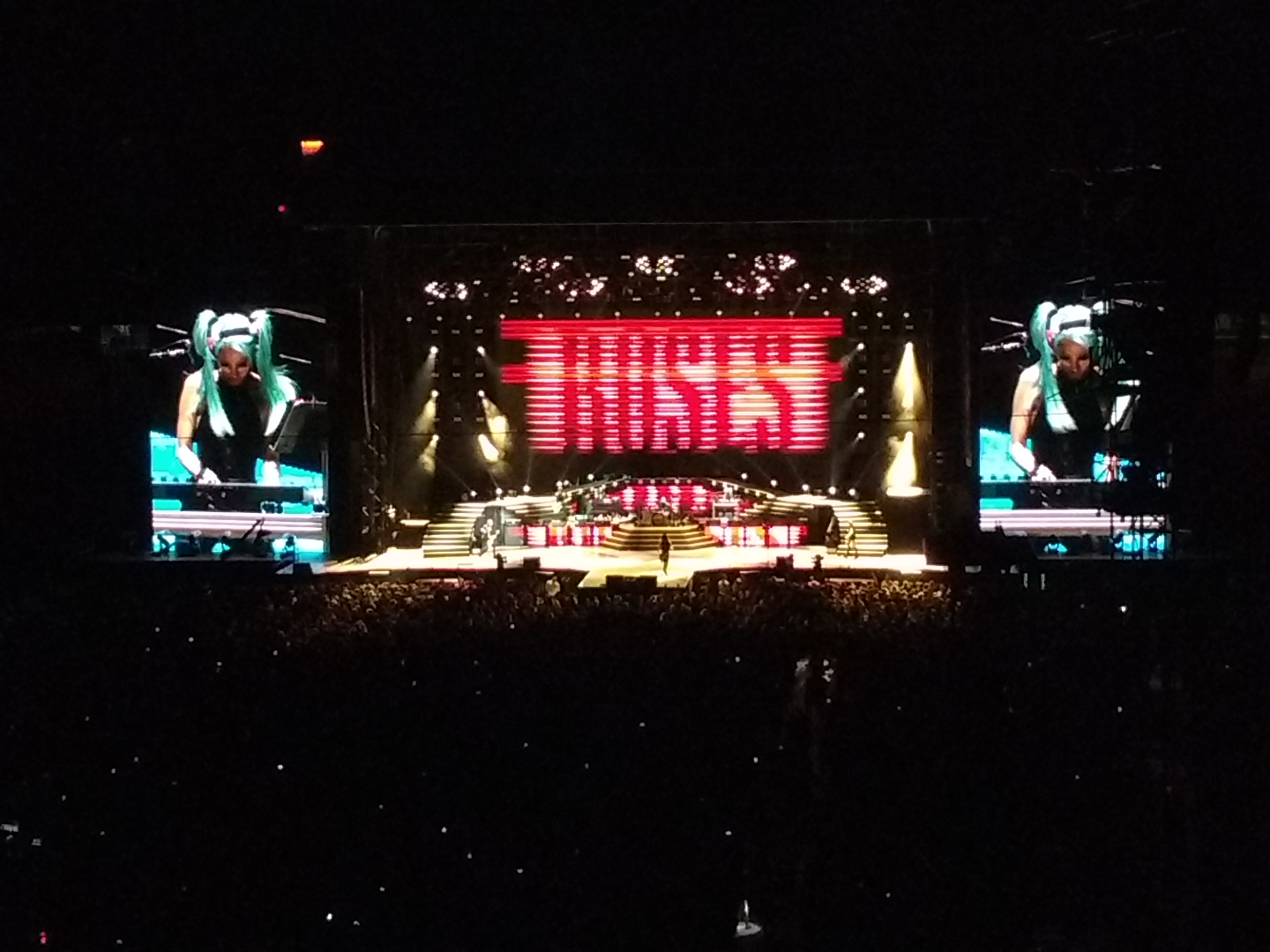
Риз во время выступления с Guns N' Roses в 2016 году.

Первый мини-альбом, Lissa был выпущен ею в 2007 году под псевдонимом Lissa и был записан при помощи Брайана Мантии и Пита Скатурро. Три песни из этого мини-альбома прозвучали на различных телешоу и телесериалах, включая Сплетница и Семейство Кардашян.
Сотрудничала с фанк-музыкантом Бутси Коллизом, рэпером Chuck D, певицей Ванессой Карлтон, соул-исполнительницей Goapele и певицей Тейлор Свифт. Также Мелисса выступила продюсером некоторых записей рэпера Drumma Boy. Работала над саундтреком к фильму «Пацанка: история мстителя».
В октябре 2016 года Риз исполнила гимн США во время игры команды «Сиэтл Сихокс».

### Brain and Melissa
Вместе с Мантией Риз создала даб-группу Brain and Melissa. В 2010 году вместе с Бакетхэдом выпустили релизы Kind Regards и Best Regards. Они выступили авторами саундтрека к игре inFamous 2, за который были задействованы в номинации «Выдающиеся достижения в области оригинальных композиций» от Academy of Interactive Arts & Sciences. Также они работали над музыкой к играм на Playstation Home, таким как ModNation Racers, Twisted Metal, Fantasia: Music Evolved и Infamous: Second Son. Позднее выступили композиторами в фильмах «Наказание» и «Пауэр/Рейнджерс». Вместе с Джозефом Каном Риз и Мантия сняли несколько рекламных телероликов для NASCAR, SEAT и Qoros. Сняли рекламный ролик для компании «Джонни Уокер», в котором появилось воссозданное на компьютере изображение Брюса Ли. Ещё дуэт работал над несколькими ремиксами к альбому Chinese Democracy для запланированного альбома ремиксов. Также дуэт выпустил сток-мьюзик альбом Eclectic Cinema при участии бывшего гитариста Guns N' Roses Пола Тобиаса и Пита Скатурро, также известного своим сотрудничеством с Guns N' Roses и Бакетхэдом. В настоящее время они работают над саундтреком к запланированному фильму Death Race 4: Anarchy и к предстоящему фильму Джозефа Кана «Bodied».
10 ноября 2017 года дуэт выступил на перерыве матча «Хьюстон Рокетс», исполнив ремиксы песен «Sorry» и «If the World» из Chinese Democracy, а также кавер-версию песни KISS «Do You Love Me?» из Destroyer. Также они выступили 27 ноября того же года во время перерыва другой команды NBA, — «Лос-Анджелес Клипперс».

### Guns N' Roses

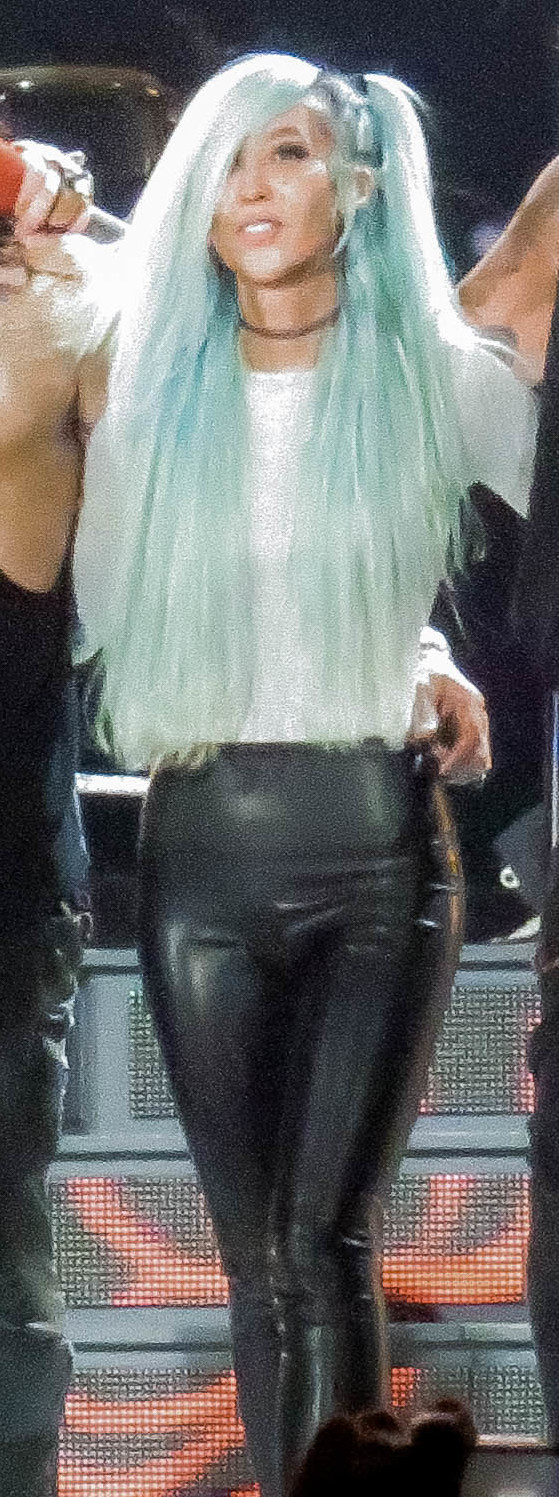
Риз после выступления на концерте Guns N' Roses в 2016 году.

В 2016 году Мелисса вошла в состав группы Guns N’ Roses в качестве второго клавишника, заменив Криса Питмана, сосредоточившись на синтезаторе, саб-басе, бэк-вокале и на программировании, тем самым поддерживая концертное звучание. Первым крупным выступлением с группой стало участие в Not in This Lifetime... Tour. При этом, вступив в группу у неё было две недели на то, чтобы освоить 50 песен и подготовиться к концертным выступлениям. Она репетировала по 15 часов в сутки.
Роль Риз в группе описывается как «энхансер», поскольку она использует семплы Akai для создания звука песен альбома Chinese Democracy и играет на Moog synthesizer в «Paradise City». Говоря о своей роли, она заявила: «Я не хочу мешать этим песням. Играя на клавишных, я добавляю слои звука, чтобы сделать звучание более густым, не особо выделяясь при этом. Всё, начиная от синтезаторов, [и заканчивая] органными партиями и семплами». Впервые она записалась с группой в песнях «Absurd» и «Hard Skool», выпущенных в 2021 году.

## Дискография
Сольные работы
- LISSA EP (2007) (C Брайаном и Питом Скатурро)
  - Feel It (2:49)
  - Girlfriend (2:25)
  - Pretty Please (2:43)
  - Oooh La La (2:35)
  - Old Skool (2:56) (При участии Mar Brooks)
  - Remember The Times (3:18) (При участии Mar Brooks и Бакетхэда)
- The Valence Project — «No Way», «Future People», «If We Get it — We Know We’re Getting Good», «In This Life»(2010) (также при участии Брайана)
- Eclectic Cinema — «Ride or Die», «Ooh La La», «Feel It», «Girlfriend», «Pretty Please», «Mother Nature», «Old Skool», «Remember the Times» (Выпущен в 2013 году, большинство песен было записано при участии Пола Тобиаса[англ.])
- The Assignment[англ.] — «Tomboy» (при участии Рэйни Шокни[англ.]) (2017)

Выпущенные под названием Brain & Melissa
- Playstation Home[англ.] — «You and Me», «My World», «Forever» (2008)
- Don King Presents: Prizefighter[англ.] — «Main theme» (2008)
- ModNation Racers — «Modnation Theme» (2010)
- MLB 2K11[англ.] — «MLB 2k Theme» (2011)
- Detention[англ.] soundtrack (2011)
- Infamous 2 — «Infamous 2 Theme», «The Swamp», «Eroico Con Moto» (2011)
- Fear Not — «Fear Not 1&2» (2011)
- The Horror of Barnes Folly — «Main Theme» (2011)
- Twisted Metal — «Race 2 Distruction», «Ready to Die», «Twisted Metal Theme» (2012)
- Power/Rangers[англ.] soundtrack (2015)
- Bloodborne — «Bloodborne», «The Night Unfurls», «Moonlit Melody»(2015)
- Infamous: Second Son — «BadAss Combat», «Double Crossed», «Higher Elevation» (2015)

С Brain and Buckethead
- Best Regards[англ.] (2010)
- Kind Regards[англ.] (2010)
- Warm Regards (Не издан)